# Eurytoma schreineri
Eurytoma schreineri is een vliesvleugelig insect uit de familie Eurytomidae. De wetenschappelijke naam is voor het eerst geldig gepubliceerd in 1908 door Schreiner.